# Rinorea welwitschii
Rinorea welwitschii är en violväxtart. Rinorea welwitschii ingår i släktet Rinorea och familjen violväxter.

## Underarter
Arten delas in i följande underarter:
- R. w. tanzanica
- R. w. welwitschii